# Polo universitario di Latina
Il Centro ricerche e servizi per l'innovazione tecnologica sostenibile (Ce.R.S.I.Te.S.), noto pure come Polo universitario di Latina, è un centro inter-dipartimentale di ricerca che funge anche come sezione decentrata dell'Università degli Studi di Roma "La Sapienza".

## Struttura
Comprende distaccamenti di quattro facoltà della Sapienza:
- Economia
- Ingegneria civile e industriale
- Ingegneria dell'informazione, informatica e statistica
- Farmacia e medicina

All'interno del centro sono anche presenti:
- Biblioteca Mario Costa
- Museo di arte e giacimenti minerari Maurizio Violo
- Distaccamento del CUS Roma